# Erkin Shagayev
Erkin Maksudovich Shagayev (en russe : Эркин Максудович Шагаев, né le 12 février 1959 à Tachkent en RSS d'Ouzbékistan) est un joueur de water-polo international soviétique. Il remporte la médaille d'or lors des Jeux olympiques d'été de 1980 à Moscou, la Coupe du monde en 1981 et en 1983, le titre de champion du monde en 1982 à Guayaquil, en Équateur, ainsi que le Championnat d'Europe en 1983 avec l'équipe d'Union soviétique.
Après sa carrière de joueur, Erkin Chagaev est allé entraîner en Australie pendant près de vingt ans avant de devenir le sélectionneur de l'équipe masculine de Russie à partir de décembre 2013.

## Palmarès

### En sélection
- Union soviétique
  - Jeux olympiques :
    - Médaille d'or : 1980.

  - Championnat du monde :
    - Vainqueur : 1982.

  - Coupe du monde :
    - Vainqueur : 1981 et 1983

  - Championnat d'Europe :
    - Vainqueur : 1983